# Magdalena Scholl
Magdalena Scholl, właśc. Magdalena Kalinowska (ur. 18 grudnia 1969 w Łodzi, zm. 27 września 2019 tamże) – polska aktorka dziecięca.

## Życiorys
Karierę rozpoczęła jako siedmiolatka, kiedy w jednym z łódzkich przedszkoli odnalazła ją ekipa filmu Najpiękniejszy na świecie (1976), poszukująca wówczas małej dziewczynki, pasującej do roli głównej bohaterki. Występowała w filmach i telewizji przez kolejnych ponad 20 lat. 
W latach 1976–1984 uczęszczała do łódzkiej Szkoły Podstawowej nr 150. W latach 1980–1993 brała udział w zajęciach w Pałacu Młodzieży im. Juliana Tuwima w Łodzi. W 1988 ukończyła XXI LO im. Bolesława Prusa w Łodzi. Aktorstwo porzuciła podczas studiów na Uniwersytecie Łódzkim. Ukończyła studia na Wydziale Socjologii w 1994 (temat pracy magisterskiej: Stanisław Tym jako rzecznik prasowy statystycznego Polaka-szaraka w świetle felietonów Tygodnika Wprost). Następnie przez wiele lat była zatrudniona w gabinecie wojewody w Wydziale Współpracy Krajowej i Zagranicznej. 
W 2014 zadebiutowała jako pisarka książką Nowicjusz. Zmarła 27 września 2019 w Łodzi. Pogrzeb odbył się 3 października, aktorka została pochowana na Starym Cmentarzu w Łodzi, w części rzymskokatolickiej.

## Filmografia
- 1991: Nad rzeką, której nie ma − jako Myszka
- 1990: W piątą stronę świata − jako Pesta
- 1990: Maria Curie − jako uczennica
- 1989: Powrót wabiszczura − jako Marta Płowa
- 1989: Co lubią tygrysy − jako dziewczyna
- 1987: Ucieczka z miejsc ukochanych − jako Hersylka (odc. 8)
- 1986: Nad Niemnem − jako Antolka Bohatyrowiczówna
- 1987: Nad Niemnem − jako Antolka Bohatyrowiczówna
- 1984: W starym dworku, czyli niepodległość trójkątów − jako Zosia
- 1983: Seksmisja − jako dziewczynka
- 1983: Akademia pana Kleksa cz. 2 − jako Pippi Långstrump
- 1983: Mars i Wenus w szóstce − jako dziewczynka
- 1982: Przygrywka − jako Gosia
- 1982: Epitafium dla Barbary Radziwiłłówny − jako Barbara Radziwiłłówna w dzieciństwie
- 1982: Na tropach Bartka − jako Ewka
- 1981: Jan Serce − jako Halinka Krukowska (odc. 1, 3, 4, 9, 10)
- 1981: Czerwone węże − jako Sabina Stańczakówna „Sabka”
- 1981: Mgła − jako dziewczynka
- 1980: Rodzina Leśniewskich − jako Beata Leśniewska „Bąbel”
- 1980: Grzeszny żywot Franciszka Buły − jako Karina w dzieciństwie
- 1980: Jeśli serce masz bijące − jako Stasia
- 1980: Kłusownik − jako Ewka
- 1980: Królowa Bona − jako Barbara Radziwiłłówna w dzieciństwie (odc. 4)
- 1978: Rodzina Leśniewskich − jako Beata Leśniewska „Bąbel”
- 1976: Najpiękniejszy na świecie − jako Ania